# 有馬彦吉
有馬 彦吉（ありま ひこきち、1874年3月18日 - 1950年2月25日）は明治時代から昭和初期の実業家。貿易商社有馬洋行の創業者で代表取締役社長。

## 経歴
1874年（明治7年）3月、有馬新之助の二男として鹿児島市に生まれる。12歳で父を失い上京、伯父に引き取られる。
1893年（明治26年）に慶應義塾大学を中退後、近衛騎兵に志願して日清戦争に従軍。1895年（明治28年）に除隊。翌年日本銀行に入行して台湾出張所勤務となり、1898年（明治31年）の台湾銀行創立に伴い日銀から移籍した。1901年（明治34年）から台南支店勤務となり、1902年（明治35年）に有馬洋行を創業。
台湾での製糖業の勃興を予見して製糖機械の販売を始め、数年で100万円（当時）の利益を挙げた。1910年（明治43年）からは機械の改良により赤糖製造も始めた。
しかし1911年（明治44年）と1913年（大正2年）の台風被害により甘藷が全滅の被害に遭い、経営が悪化。それを機にいったん資産を整理してジャワ島に渡り、事業を立て直した。
第一次世界大戦が始まると、その影響により日本国内で鉄の価格が高騰していることに目を付け、鉄材の大量取引で巨利を得た。1916年（大正5年）からは砂糖の輸出を開始した。
妻がモルヒネ中毒に苦しんでいたこともあり、1921年（大正10年）には慶應義塾大学の阿部勝馬教授らによって行われていた治療法研究に10万円（当時）を寄付。その成果もあって1929年（昭和4年）に治療薬が完成した。
有馬洋行の経営の他に有馬記念化学研究所代表、極東製薬代表、東京精糖取締役なども勤めた。

## その他
彦吉が1919年（大正8年）に現大阪府箕面市に建てた洋風邸宅（1939年（昭和14年）に売却）は、「高橋邸（旧有馬邸）」として国の登録有形文化財に登録されているほか、箕面市都市景観形成建築物に指定されている。